# Abdulkadir Muhammad Aden, àlies Zopo
Abdulkadir Muhammad Aden, àlies Zopo (somali: Cabdiqaadir Maxamed Aaden Zoppo) (Bulo Barti, Hiiraan, novembre de 1919 - Roma, Itàlia, 24 de juny del 2002), fou un destacat polític somali, cap de l'oposició entre 1954 i 1964.
Inicialment (1944) fou membre del Club de la Joventut Somali, format un any abans a Mogadiscio, i va participar en la seva transformació en partit polític (el 1947 com a Lliga de la Joventut Somali). Fou membre del seu comitè central però el 1951 al començar l'administració italiana, es va passar al Partit Digil i Mirifle o Hizbiya Digil-Mirifle (HDM). Quan el líder d'aquest fou assassinat el 1954, Zopo fou designat com a nou secretari general i va treballar per convertir el partit en un moviment nacional (estatal). Així el 1958 va agafar el nom de Hizbiya Dastur Mustaqil al-Sumal (HDMS) o Partit Somali Independent Constitucional.
A les eleccions del 1956 fou escollit membre de l'assemblea i fou reelegit el 1959 dins del mínim assignat al clan rahanweyn. Fou vicepresident de l'assemblea nacional del maig del 1959 al juliol del 1960, quan fou nomenat ministre de finances del primer govern de la Somàlia independent. El 1964 fou reelegit a les llistes de la Lliga de la Joventut Somali, circumscripció de Bur Habaka, i va esdevenir ministre de l'Interior.
El 1968 va formar un nou partit polític per participar en les eleccions, junt amb l'ex primer ministre Abdirizak Haji Hussein, que es va dir Dabka Flame, però no va tenir èxit. El 1969 el cop militar comunista del general Siad Barre va suprimir els partits polítics. Zopo es va retirar de la política i va passar a la vida privada. Després del 1988 va ser un dels fundadors del Moviment Democràtic Somali, partit de base rahanweyn, al que posteriorment va representar a les diferents conferències de pau en les que el moviment va participar després de l'enderrocament de Siad Barre el gener del 1991. A la conferència de Djibouti del juny i juliol del 1991 fou elegit vicepresident del govern interí, i el 1997 a la conferència de Sodere, fou un dels cinc membres de la presidència col·legiada anomenada Consell de Salvació Nacional que va existir fins a la declaració del Caire del 22 de desembre de 1997.
Va morir a Roma el 2002.